# Duvergé
Duvergé è un comune della Repubblica Dominicana di 25.688 abitanti, situato nella Provincia di Independencia. Comprende, oltre al capoluogo, due distretti municipali: Vengan a Ver e La Colonia.